# Platymystax ranrunensis
Platymystax ranrunensis är en stekelart som först beskrevs av Tohru Uchida 1932.  Platymystax ranrunensis ingår i släktet Platymystax och familjen brokparasitsteklar. Inga underarter finns listade i Catalogue of Life.